# カモン・ザ・ナイト 大江戸アドヴェンチャー
『カモン・ザ・ナイト 大江戸アドヴェンチャー』（カモン・ザ・ナイト・おおえどアドヴェンチャー）は、1986年10月12日から1987年3月29日までニッポン放送で放送されていたバラエティ番組である。放送時間は毎週日曜 19:00 - 22:00 （日本標準時）。

## 概要
嘉門タツオ（旧名・嘉門達夫）が東京で初レギュラーを務めたラジオ番組で、毎回様々な場所・人物・出来事にスポットを当て、現地からの生中継を行うというものだった。リポーターは、当時まだ新人アナウンサーだった桜庭亮平が務めた。桜庭はこの番組で「まげわっぱ亮平」と呼ばれていた。
番組は、映画を紹介するコーナー「ハロームービー・嘉門達夫のシネシネ団」や、身の回りのものを映画の予告編調にして笑わせるコーナー「予告編自由自在コーナー」などを擁していた。また、以下の箱番組も内包していた。
- 飛び出し美奈子とそれゆけおぼっちゃま（本田美奈子.、水島新太郎、サード長嶋らによる番組）
- 夢体験A・K・I・N・A（中森明菜のような女性像を追求するというイメージ的番組、出演：湯浅明）
- 嵐山光三郎のつうしんぼ万才!（通信簿を持ってきたゲストと、その通信簿をネタにしての対談番組）

ナイターオフの番組だったため、放送開始当初から半年間を目処に企画・制作されていた。なお、嘉門は1987年4月以降も、同じくニッポン放送製作のラジオ番組『カモン・BaBeのハロームービー夢工場』（土曜 21:30 - 22:00、同年9月まで）や『ロッテヤンスタNo1』（日曜 0:30 - 0:57、1988年6月まで）で引き続きレギュラーを務めた。